# Naraplje
Naraplje – wieś w Słowenii, w gminie Majšperk. W 2018 roku liczyła 98 mieszkańców.